# Gaetano de Ruggiero
Gaetano de Ruggiero (ur. 12 stycznia 1816 w Neapolu, zm. 9 października 1896 w Rzymie) – włoski kardynał.

## Życiorys
Urodził się 12 stycznia 1816 roku w Neapolu. Studiował na Uniwersytecie Neapolitańskim, a następnie został referendarzem Najwyższego Trybunału Sygnatury Apostolskiej i regentem Kancelarii Apostolskiej. 24 maja 1889 roku został kreowany kardynałem diakonem i otrzymał diakonię Santa Maria in Cosmedin. W tym samym roku został prefektem ds. ekonomicznych Kongregacji Rozkrzewiania Wiary, a pięć lat później – sekretarzem ds. brewe apostolskich. Zmarł 9 października 1896 roku w Rzymie.